# Vlastní mód

Vibrace jednoho vlastního módu v kruhovém disku s pevným vnějším okrajem.

Vlastní mód v kmitajícím systému je pohyb, při kterém se všechny části tohoto systému pohybují sinusoidně se stejnou frekvencí a konstantní fází. Tento pohyb má konstantní frekvenci, která se nazývá rezonanční frekvence. Hmotná tělesa, např. budova, most nebo molekula, mají soubor vlastních módů, jejichž rezonanční frekvence závisí na struktuře tělesa, materiálu a hraničních podmínkách.
V hudebním kontextu se vlastní módy vibrujících nástrojů (strun, vzduchových trubek, bubnů apod.) nazývají „alikvótní“ nebo také „vyšší harmonické“ tóny.
Nejobecnější pojetí pohybu systému je superpozice jeho vlastních módů. Módy jsou vlastní v tom smyslu, že se mohou pohybovat nezávisle na sobě a vyvolání jednoho módu tedy nikdy nevyvolá pohyb jiného módu. Z pohledu matematiky jsou tedy vlastní módy navzájem ortogonální.
Koncept vlastních módů je také aplikovatelný ve vlnové teorii, optice, kvantové mechanice a molekulární dynamice.